# Fredrik Nyberg
Fredrik Nyberg (Skön, 23. ožujka 1969.) je bivši švedski alpski skijaš.  
Fredrik je bio izvrstan veleslalomaš i  superveleslalomaš. U tim je disciplinama odnio svih sedam pobjeda u Svjetskom kupu. Sudjelovao je na čak pet zimskih olimpijskih igara. Najbolji olimpijski rezultat mu je 5. mjesto u veleslalomu na ZOI 2006. godine.  

## Pobjede u Svjetskom kupu
| Nadnevak           | Skijalište    | Disciplina      |
| ------------------ | ------------- | --------------- |
| 3. ožujka 1990.    | Veysonnaz     | Veleslalom      |
| 9. kolovoza 1990.  | Mount Hutt    | Veleslalom      |
| 8. siječnja 1994.  | Kranjska Gora | Veleslalom      |
| 6. ožujka 1994.    | Aspen         | Veleslalom      |
| 30. studenog 1996. | Breckenridge  | Veleslalom      |
| 3. prosinca 2000.  | Vail          | Superveleslalom |
| 20. prosinca 2001. | Kranjska Gora | Veleslalom      |